# Bactrocera brunneola
Bactrocera brunneola är en tvåvingeart som beskrevs av Tsuruta och White 2001. Bactrocera brunneola ingår i släktet Bactrocera och familjen borrflugor.
Artens utbredningsområde är Sri Lanka. Inga underarter finns listade.